# Lowthorpe
Lowthorpe – wieś w Anglii, w hrabstwie East Riding of Yorkshire. Leży 32 km na północ od miasta Hull i 281 km na północ od Londynu.